# Le Chant des défenseurs de Moscou
Le Chant des défenseurs de Moscou (en russe : Mарш защитников Москвы) est une marche militaire de l'Armée rouge composée à la veille de la bataille de Moscou. La musique en est de Boris Mokrousov, et les paroles d'Alekseï Sourkov.

## Création

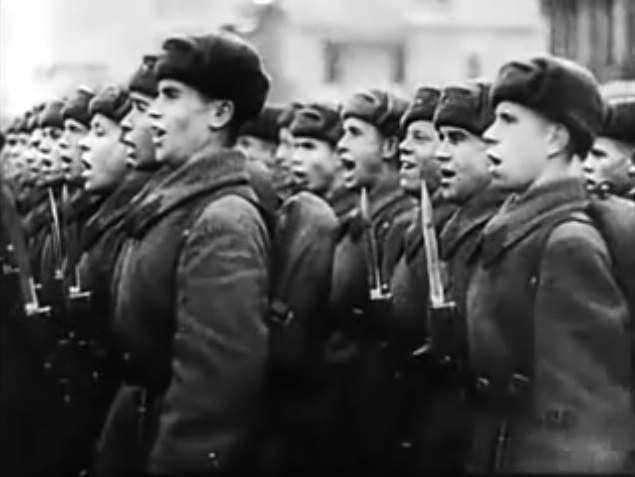
Une troupe de l'armée rouge se tient en rang, avec les baïonnettes fixées, avant son engagement lors de la bataille de Moscou. Cette image est tirée du documentaire soviétique "Moscou contre attaque", tourné en 1941.

Au début d'octobre 1941, l'offensive de la Wehrmacht approche de Moscou. La bataille de Moscou commence. L'évènement prend les Russes de court. Sous le choc, Alekseï Sourkov compose un poème qu'il intitule Les défenseurs de Moscou. Il est publié dans la Pravda de l'Armée rouge, et une semaine plus tard, dans le journal Moscou vespéral. Il attire alors l'attention du Studio Central du Film Documentaire d'URSS. Le texte du poème est mis en musique sur une mélodie composée un peu plus tôt par Boris Mokrousov, et la chanson ainsi créée est diffusée dans un documentaire sur la défense des villes de Volokolamsk et Mojaïsk.
Le Chant des défenseurs de Moscou est ensuite interprétée par un chœur et un orchestre dans le film documentaire Moscow Strikes Back (1942). Il est alors renommé Marche des défenseurs de Moscou.

## Popularité
La chanson fait partie du répertoire traditionnel des orchestres militaires, et des chansons de la grande guerre patriotique. Elle est fréquemment interprétée lors de la parade annuelle de la victoire de l'URSS sur le Troisième Reich (en faisant généralement suite à l'Adieu à Slavianka), et dans les défilés des Forces armées de la fédération de Russie.
La mélodie de cette chanson a été reprise pour être celle de l'hymne du parti communiste turc.

## Paroles
Le chant des défenseurs de Moscou est composé de cinq couplets et d'un refrain. Le refrain est le suivant :
| Мы не дрогнем в бою за столицу свою, Нам родная Москва дорога. Нерушимой стеной, обороной стальной Разгромим, уничтожим врага ! | Nous ne faiblirons pas dans la lutte pour notre capitale Notre Moscou natal nous est cher. Par nos murs inébranlables, par notre défense d'acier Nous vaincrons, nous détruirons l'ennemi ! |